# Rimae Hase
Le Rimae Hase sono una struttura geologica della superficie della Luna.